# Mount Septimus
Mount Septimus är ett berg i Kanada.   Det ligger i provinsen British Columbia, i den sydvästra delen av landet, 3 700 km väster om huvudstaden Ottawa. Toppen på Mount Septimus är 1 948 meter över havet, eller 648 meter över den omgivande terrängen. Bredden vid basen är 5,8 km.
Terrängen runt Mount Septimus är huvudsakligen bergig.Runt Mount Septimus är det mycket glesbefolkat, med 3 invånare per kvadratkilometer.. Det finns inga samhällen i närheten. 
I omgivningarna runt Mount Septimus växer i huvudsak barrskog.